# Пронский, Михаил Петрович
Князь Михаил Петрович Пронский (ум. 11 сентября 1654) — русский государственный и военный деятель, стольник (1626), воевода и боярин (1647).

## Биография
Старший сын боярина и воеводы князя Петра Ивановича Пронского (ум. 1652). Из рода Пронских, Рюрикович в XXVI колене.
В 1626 году, будучи стольником, князь М. П. Пронский присутствовал в числе поезжан на второй свадьбе царя Михаила Фёдоровича с Евдокией Лукьяновной Стрешневой. С 1628 года он принимал постоянное участие в придворной жизни в качестве рынды, причём ему поручалось смотреть в «кривой стол» и в «большой стол», ездить со столом от царя к послам различных государств, которые приезжали с посольскими поручениями в Москву. Особенно часто ему поручалось наряжать вина при государевом столе.
В 1634 году стольник князь Михаил Петрович Пронский был назначен первым воеводой в Терки, откуда вернулся в Москву в 1635 году. В 1636 году, судя по сообщениям Адама Олеария, он был в Приказе Большого Прихода, а также в Приказе сбора десятой деньги. 1 апреля 1638 года в ожидании набега крымских татар последовало назначение воевод по полкам, причём князь М. П. Пронский был назначен первым воеводой в прибыльный полк, стоявший во Мценске.
В начале 1639 года князь М. П. Пронский находился уже в Москве, где присутствовал на похоронах царевича Ивана Михайловича в числе лиц, которые в тот же день «дневали и ночевали» у гроба, и вторично 1 февраля. В 1640—1641 годах находился на воеводстве в Пскове. В 1643 году был назначен первым воеводой в Казань, где пробыл до 1647 года, а 25 декабря того же года был из стольников пожалован прямо в бояре, минуя звание окольничего. Этим правом, как известно, в том время пользовались только члены некоторых знатнейших боярских родов (16 фамилий). Пожалованный в бояре, он тогда же был назначен в Пушкарский приказ. 16 января 1648 года он принимал участие в церемонии, предшествовавшей чину венчания царя Алексея Михайловича с Марией Ильиничной Милославской.
В 1650 году, 8 июня, князь Михал Петрович Пронский «по крымским вестям» был назначен полковым воеводой в Туле вместе с князем Алексеем Никитичем Трубецким, а в сентябре того же (1650) года был назначен воеводой в Астрахань, где пробыл до мая 1652 года, когда его на воеводстве сменил младший брат, князь Иван Петрович Пронский. В 1654 году служил в Приказе денежного сбора. Царь Алексей Михайлович во время своих отлучек из Москвы неоднократно оставлял его в числе бояр, которым поручалась охрана Москвы, а равно и управление, в ней сосредоточенное, причём князь Михаил Пронский был вначале вторым, а затем и главным среди бояр. Когда 18 мая 1654 года государь во главе русской армии выступил из Москвы в смоленский поход, он оставил ведать столицу боярской комиссии под руководством князя М. П. Пронского. Его товарищем (заместителем) по управлению были назначены князь Иван Васильевич Хилков и два окольничих из той же фамилии, окольничий князь Василий Григорьевич Ромодановский. В это время началась эпидемия чумы («моровое поветрие»), царская семья, ради безопасности, была вывезена из Москвы, которая была изолирована, а для передачи известий царю были применены все известные в то время меры предосторожности. В Москве поднялось волнение, вызванное людьми, недовольными религиозными новшествами, которые вводились патриархом Никоном. В борьбе с эпидемией и в успокоении населения князь Михаил Пронский проявил большую энергию, однако она не пощадила его: он скончался от чумы 11 сентября 1654 года.